# Zakl, Podlehnik
Zakl je naselje v Občini Podlehnik.